# Жанвье-де-ла-Мотт, Эжен
Эжен Жанвье-де-ла-Мотт (фр. Eugène Janvier de la Motte; 28 марта 1823 — 27 февраля 1884) — французский чиновник и политический деятель.

## Биография
Эжен де ля Мотт начал свою карьеру в качестве супрефекта округа Динан в 1848 году. В 1849 году он становится супрефектом Вердена, округа Дьеп в 1850 году и Луары в 1852 году. Далее он поочередно становится префектом Лозера (1853 год), Эро (1856), Гара и Морбиана (оба — 1869 год).
В связи с необыкновенной популярностью Мотта его избирают префектом округа Берне в 1876 году и переизбирают в 1881 году (за Мотта проголосовало 67 % избирателей).
Осуществлял свою политическую деятельность в период Третьей Республики.
В отношении Мотта в 1871 году было возбуждено уголовное дело по факту растраты государственных средств. Однако процесс был прекращен, поскольку, во-первых, он восполнил недостающие денежные средства, а, во-вторых, установлено, что денежные средства были использованы Моттом не в личных целях, а для развития различных обществ, расположенных на территории округа.
После депортации из Швейцарии, куда он бежал в связи с уголовным делом, возбужденным в отношении него, Мотт вернулся в политику, издавал бонапартистскую газету «Le Courrier d’Angers».
В 1857 году Мотт возглавлял Общество свободного сельского хозяйства, науки, искусства и художественной литературы Эра.